# Heinrich von Eltz (Amtsvogt)
Heinrich von Eltz (auch: Heinrich von Eltzen oder Henricus ab Eltz; * 11. Mai 1599 in Burgwedel; † 20. Februar 1661 ebenda) war ein  braunschweig-lüneburgischer Landhauptmann und Amtsvogt der Vogtei Burgwedel.

## Leben
Heinrich von Eltz entstammte dem niedersächsischen Adelsgeschlecht von Eltz. Er war der Sohn und Nachfolger des Herzoglich Braunschweig-Lüneburgischen Hauptmanns und Amtsvogts Ludolf von Eltz.
Während des Dreißigjährigen Krieges ließ er das von Eltz'sche Erbbegräbnis auf der Südseite der St. Petri-Kirche einrichten. In Anbetracht der Kriegsereignisse ließ er mit einer Inschrift auf dem Grabstein für seinen Vater an das irdische Leid erinnern.
1634 heiratete Heinrich von Eltz Elisabeth Bullen, Tochter des Stadtrats und Stiftsrats Anton Bullaeus. Am 15. Juni 1649 wurde der gemeinsame Sohn Ludolf Henning von Eltz geboren.
Von Eltz ließ die im Krieg zerstörten Gebäude auf dem Amtshof wieder aufbauen.